# レジー・ウェイン
レジー・ウェイン（Reggie Wayne 1978年11月17日- ）はルイジアナ州ニューオーリンズ出身の元アメリカンフットボール選手。ポジションはワイドレシーバー。

## 経歴

### プロ入り前
マイアミ大学では4年間先発WRとしてプレーした。当時のチームメートにはエド・リード、サンタナ・モス、アンドレ・ジョンソンなどがいた。4年間で彼は大学記録となる173回のキャッチ（36試合連続キャッチも達成した。）でマイケル・アービン、ラマー・トーマスに次いで3人目の20TDを記録した。1年次の48キャッチも大学記録となっている。卒業時にはリベラル・アーツの学位を取得した。エド・リードとはルームメイトであった。

### インディアナポリス・コルツ
2001年のNFLドラフト1巡目30番でインディアナポリス・コルツに指名されて入団した。1年目はわずか27回のキャッチで345ヤードを獲得、タッチダウン0であったが2年目には49回のキャッチで716ヤードを獲得、4TDをあげた。
2003年からはマービン・ハリソンと並んで不動の先発WRとなり、この年68回のキャッチで838ヤードを獲得、7TDをあげた。
2004年には77回のキャッチで1,210ヤードを獲得、12TDをあげた。この年チームのQBペイトン・マニングはシーズン49TDパスのNFL新記録を達成した。デンバー・ブロンコスとのワイルドカードプレーオフでは週間最優秀攻撃選手に選ばれた。
2005年には83回のキャッチを記録した。
2006年、チームと6年3,950万ドルの契約を結び、86回のキャッチで自己ベストの1,310ヤードを獲得、9TDをあげた。この年初めてプロボウルに選出された。第41回スーパーボウルでは第1Qに53ヤードのTDレシーブをあげてチームの勝利に貢献した。
2007年にはマービン・ハリソンが怪我でシーズンの大半を欠場したため自己ベストの104回のレシーブでNFLトップの1,510ヤードを獲得、2年連続でプロボウルに選出された。
2008年には82回のキャッチで1,145ヤードを獲得、6TDをあげた。この年ピッツバーグ・スティーラーズ戦では最初の攻撃ドライブで65ヤードのTDレシーブをあげている。
ハリソンが退団した2009年にはエースWRとなり、100回のキャッチで10TDをあげた。
2012年3月、チームと3年の契約延長を果たした。この年チームは新ヘッドコーチとしてチャック・パガーノを迎えた。パガーノコーチが急性骨髄性白血病で入院してから迎えた最初の試合、グリーンベイ・パッカーズ戦で自己ベストの212ヤードを獲得しチームの勝利に貢献、AFC週間最優秀選手攻撃部門に選ばれている。11月25日の試合で、59試合連続で複数レシーブのNFL新記録を達成、これまでの記録はミネソタ・バイキングスなどでプレーしたクリス・カーターの58試合であった。
2013年、第8週のデンバー・ブロンコス戦でひざを負傷して、戦線離脱した。それまでNFLのワイドレシーバーとして歴代3位となる189試合連続出場をしていた。
2014年10月19日、レシーブで14000ヤードを獲得した9人目の選手となった。この試合で右ひじを負傷し、翌週のピッツバーグ・スティーラーズ戦を欠場した。12月下旬、第6週から上腕三頭筋を負傷しており、シーズンオフに手術が必要なことを公表した。この年64回のレシーブで779ヤードを獲得、2TDをあげた。

### コルツ退団後
2015年3月6日、コルツはウェインと再契約を結ばないことを公表、3月10日にフリーエージェントとなった。8月24日、ニューイングランド・ペイトリオッツと1年契約を結んだが、9月5日に解雇された。
結局2015年シーズンはどのチームとも契約せず、2016年1月15日に引退を表明した。
2022年シーズンより古巣コルツのワイドレシーバーコーチに就任することが発表された。

## プレースタイル
クロスルート、スラント、カムバックに加えてレッドゾーン内ではダブルムーブを好んでいる。マニングとのホットラインは現役QBとWRの間ではタッチダウン数、レシーブ数共にトップとなっている。